# Хьюс (Арканзас)
Хьюс (англ. Hughes) — город, расположенный в округе Сент-Франсис (штат Арканзас, США) с населением в 1867 человек по статистическим данным переписи 2000 года.

## География
По данным Бюро переписи населения США город Хьюс имеет общую площадь в 5,44 квадратных километров, водных ресурсов в черте населённого пункта не имеется.
Город Хьюс расположен на высоте 63 метра над уровнем моря.

## Демография
По данным переписи населения 2000 года в Хьюсе проживало 1867 человек, 493 семьи, насчитывалось 682 домашних хозяйств и 762 жилых дома. Средняя плотность населения составляла около 328 человек на один квадратный километр. Расовый состав Хьюса по данным переписи распределился следующим образом: 29,41 % белых, 67,76 % — чёрных или афроамериканцев, 0,11 % — коренных американцев, 1,61 % — азиатов, 0,11 % — выходцев с тихоокеанских островов, 0,59 % — представителей смешанных рас, 0,43 % — других народностей. Испаноговорящие составили 0,7 % от всех жителей города.
Из 682 домашних хозяйств в 37,1 % — воспитывали детей в возрасте до 18 лет, 38,1 % представляли собой совместно проживающие супружеские пары, в 29,5 % семей женщины проживали без мужей, 27,6 % не имели семей. 25,5 % от общего числа семей на момент переписи жили самостоятельно, при этом 10,7 % составили одинокие пожилые люди в возрасте 65 лет и старше. Средний размер домашнего хозяйства составил 2,74 человек, а средний размер семьи — 3,31 человек.
Население города по возрастному диапазону по данным переписи 2000 года распределилось следующим образом: 33,7 % — жители младше 18 лет, 9,1 % — между 18 и 24 годами, 25,5 % — от 25 до 44 лет, 19,4 % — от 45 до 64 лет и 12,2 % — в возрасте 65 лет и старше. Средний возраст жителей составил 31 год. На каждые 100 женщин в Хьюсе приходилось 83,4 мужчин, при этом на каждые сто женщин 18 лет и старше приходилось 73,5 мужчин также старше 18 лет.
Средний доход на одно домашнее хозяйство в городе составил 18 333 доллара США, а средний доход на одну семью — 22 976 долларов. При этом мужчины имели средний доход в 25 417 долларов США в год против 16 641 доллар среднегодового дохода у женщин. Доход на душу населения в городе составил 10 039 долларов в год. 31,7 % от всего числа семей в округе и 38 % от всей численности населения находилось на момент переписи населения за чертой бедности, при этом 53,3 % из них были моложе 18 лет и 31,5 % — в возрасте 65 лет и старше.